# Olympische Sommerspiele 2024/Schießen – Skeet (Frauen)
Der Schießwettbewerb im Skeet der Frauen bei den Olympischen Spielen 2024 in Paris fand vom 3. bis 4. August 2024 statt. Schauplatz des Wettkampfs war das Centre National de Tir Sportif, das in der Kleinstadt Déols in der Region Centre-Val de Loire südlich von Paris liegt. Titelverteidigerin war die US-Amerikanerin Amber English, die in Tokio mit einer Scheibe mehr vor Diana Bacosi aus Italien gewann.

## Titelträgerinnen
| Olympische Spiele 2020         | Amber English    | Tokio            |
| Weltmeisterschaften 2023       | Danka Barteková  | Baku             |
| Afrikameisterschaften 2023     | Amira Aboushokka | Kairo            |
| Panamerikameisterschaften 2024 | Daniella Borda   | Santo Domingo    |
| Asienmeisterschaften 2024      | Gao Jinmei       | Kuwait           |
| Europameisterschaften 2024     |                  | Lonato del Garda |
| Ozeanienmeisterschaften 2023   | Aislin Jones     | Brisbane         |

## Ergebnisse

### Qualifikation
| Rang | Athletin              | Nation             | 1  | 2  | 3  | 4  | 5  | Gesamt | Shoot-off | Anm. |
| ---- | --------------------- | ------------------ | -- | -- | -- | -- | -- | ------ | --------- | ---- |
| 1    | Austen Smith          | Vereinigte Staaten | 25 | 23 | 25 | 25 | 24 | 122    | +14       | Q    |
| 2    | Amber Rutter          | Großbritannien     | 25 | 25 | 24 | 24 | 24 | 122    | +13       | Q    |
| 3    | Emmanouela Katzouraki | Griechenland       | 24 | 24 | 24 | 25 | 25 | 122    | +1        | Q    |
| 4    | Vanesa Hocková        | Slowakei           | 24 | 24 | 23 | 25 | 25 | 121    |           | Q    |
| 5    | Francisca Crovetto    | Chile              | 25 | 24 | 23 | 24 | 24 | 120    | +8        | Q    |
| 6    | Danka Barteková       | Slowakei           | 24 | 24 | 24 | 24 | 24 | 120    | +7 + 2    | Q    |
| 7    | Gabriela Rodriguez    | Mexiko             | 24 | 25 | 24 | 24 | 23 | 120    | +7 + 0    |      |
| 8    | Nele Wißmer           | Deutschland        | 25 | 24 | 25 | 23 | 23 | 120    | +5        |      |
| 9    | Lucie Anastassiou     | Frankreich         | 24 | 24 | 22 | 25 | 24 | 119    |           |      |
| 10   | Jiang Yiting          | China              | 24 | 24 | 23 | 24 | 24 | 119    |           |      |
| 11   | Victoria Larsson      | Schweden           | 20 | 24 | 25 | 24 | 25 | 118    |           |      |
| 12   | Dania Vizzi           | Vereinigte Staaten | 20 | 24 | 25 | 24 | 25 | 118    |           |      |
| 13   | Wei Meng              | China              | 25 | 25 | 20 | 24 | 24 | 118    |           |      |
| 14   | Maheshwari Chauhan    | Indien             | 23 | 24 | 24 | 25 | 22 | 118    |           |      |
| 15   | Diana Bacosi          | Italien            | 22 | 24 | 22 | 25 | 24 | 117    |           |      |
| 16   | Martina Bartolomei    | Italien            | 22 | 25 | 22 | 25 | 23 | 117    |           |      |
| 17   | Nadine Messerschmidt  | Deutschland        | 23 | 24 | 22 | 25 | 23 | 117    |           |      |
| 18   | Assem Orynbay         | Kasachstan         | 22 | 22 | 23 | 24 | 25 | 116    |           |      |
| 19   | Daniella Borda        | Peru               | 23 | 23 | 23 | 24 | 23 | 116    |           |      |
| 20   | Konstantina Nikolaou  | Zypern             | 23 | 24 | 24 | 22 | 23 | 116    |           |      |
| 21   | Jang Kook-hee         | Südkorea           | 24 | 24 | 23 | 22 | 22 | 115    |           |      |
| 22   | Barbora Šumová        | Tschechien         | 23 | 24 | 23 | 22 | 22 | 114    |           |      |
| 23   | Raiza Dhillon         | Indien             | 21 | 22 | 23 | 23 | 24 | 113    |           |      |
| 24   | Iryna Malowitschko    | Ukraine            | 23 | 23 | 22 | 22 | 23 | 113    |           |      |
| 25   | Aislin Jones          | Australien         | 23 | 21 | 23 | 23 | 22 | 112    |           |      |
| 26   | Georgia Furquim       | Brasilien          | 21 | 23 | 21 | 22 | 24 | 111    |           |      |
| 27   | Sena Can              | Türkei             | 19 | 23 | 23 | 22 | 23 | 110    |           |      |
| 28   | Chloe Tipple          | Neuseeland         | 23 | 22 | 20 | 20 | 23 | 108    |           |      |
| 29   | Amira Aboushokka      | Ägypten            | 20 | 21 | 21 | 22 | 23 | 107    |           |      |

### Finale
| Rang | Athletin              | Nation             | 1  | 2  | 3     | 4     | 5     | 6     | Shoot-off |
| ---- | --------------------- | ------------------ | -- | -- | ----- | ----- | ----- | ----- | --------- |
| 1    | Francisca Crovetto    | Chile              | 9  | 19 | 29    | 38    | 48    | 55    | +7        |
| 2    | Amber Rutter          | Großbritannien     | 10 | 19 | 28    | 37    | 46    | 55    | +6        |
| 3    | Austen Smith          | Vereinigte Staaten | 9  | 18 | 27    | 36    | 45    | ausg. |           |
| 4    | Vanesa Hocková        | Slowakei           | 10 | 17 | 26    | 34    | ausg. | ausg. |           |
| 5    | Emmanouela Katzouraki | Griechenland       | 7  | 17 | 23    | ausg. | ausg. | ausg. |           |
| 6    | Danka Barteková       | Slowakei           | 9  | 17 | ausg. | ausg. | ausg. | ausg. |           |

Sydney 2000 |
Athen 2004 |
Peking 2008 |
London 2012 |
Rio de Janeiro 2016 |
Tokio 2020 |
Paris 2024